# Oružane snage Irana
Oružane snage Islamske Republike Irana sastoje se od regularne vojske Arteš (perzijski: ارتش جمهوری اسلامی ایران), Revolucionarne garde Pasdaran (perzijski: سپاه پاسداران انقلاب اسلامی), te policije (perzijski: نيروی انتظامی جمهوری اسلامی ایران).
Navedene snage bez policije uključuju 945 000 aktivnih pripadnika. Sve grane oružanih snaga spadaju pod zapovjedništvo Vrhovnog stožera oružanih snaga (ستاد کل نیروهای مسلح). Ministarstvo obrane i logistike je zaduženo za planiranje logistike i financiranje oružanih snaga i nije uključeno u izvršno vojno zapovjedništvo.
- Regularne oružane snage Irana sastoje se od Kopnene vojske, Ratne mornarice, Ratnog zrakoplovstva i Protuzračne obrane. Te snage uključuju 820 000 ljudi; kopnena vojska 650 000, ratna mornarica 70 000, te ratno zrakoplovstvo 100 000 ljudi. Novostvorena Protuzračna obrana odijelila se od ratnog zrakoplovstva u 2009. godini.

- Revolucionarna garda prema pretpostavkama ima 125 000 članova u pet grana; vlastitoj ratnoj mornarici, ratnom zrakoplovstvu, kopnenim snagama, Quds specijalnim snagama, te Basiju (Basidžu).

- Basij je volonterska paravojska pod zapovjedništvom Revolucionarne garde. Broj članova je kontroverzan; iranski izvori tvrde kako paravojska ima 12.6 milijuna ljudi (uključujući žene), od čega je 3 milijuna sposobno za borbu. Isti izvori navode kako se paravojska sastoji od 2,500 bataljuna od kojih je dio stalno zaposlen. Neki zapadni izvori iz 2005. navode kako Basij ima 90,000 aktivnih članova, 300,000 rezervista, te milijun članova koji mogu biti mobilizirani za rat.[1]

Iranske oružane snage smatraju se najmoćnijima na Bliskom istoku prema ocjeni američkog generala Johna Abizaida.

## Povijest
Kroz tisuće godina pisane povijesti, zbog koje je zadržao geografsku (slijedom toga i geopolitičku) poziciju, Iran (poznat i pod imenom Perzija u zapadnom svijetu) imao je dugu i promijenjivu vojnu kulturu i povijest: od statusa pobjedničke vojne supersile kroz tisućljeća koja je vladala nad trima kontinentima, do serije gotovo katastrofalnih poraza (započeto padom Elama) protiv prethodno periferijalnih sila poput Grčke, Arabije ili azijskih nomada poput Mongola.
U antičko doba, Iran je imao mnoge moćne rivale poput Babilona, Lidije ili Egipta koje je uspješno pokorio. Uspješno se suprotstavljao i moćnom Rimskom carstvu s kojim je ratovao gotovo sedam stoljeća, prilikom čega je ostvario pobjede u kojima su pogibali i sami rimski carevi poput Valerijana, no i poraze pri čemu je zimski glavni grad Ktezifont bio opustošen od strane Trajana.
Iranski vojni pohodi i vojna kultura ostavili su bogatu ostavštinu u doprinosu vojnim vještinama, oružju, taktikama, strategiji, te utjecaju na čovječanstvo općenito. Ekspedicije tokom 5. stoljeća pr.n.e. u kojima je iranska vojska prelazila iz Azije u Europu rezultirale su gradnjom vojnih pontonskih mostova koji su bili inženjersko čudo antičkog doba. Istovremeno je zbog vojnog transporta ratne mornarice iz Crvenog mora u Mediteran izgrađen i Darijev kanal preko Sueza, prototip današnjeg Sueskog kanala.
U značajne doprinose vojnoj tehnologiji spadaju prvenstveno tehnologija kompozitnog luka i strijele korištenog od strane konjice, te pojava teško oklopljenog konjaništva (katafrakta) u doba partske dinastije. Prva uporaba teškog oklopa s rasklopivim kacigama (u Europi poznat kao viteški oklop) upotrebljavala se u doba iranske dinastije Sasanida.
Osim tehnoloških rješenja i dostignuća, poznati su i zakonodavni prvijenci poput Kirovog cilindra, dokumenta o pravima pokorenih naroda donesenog nakon iranskog osvajanja Babilona.

## Ratovi i vojne operacije
Ratovi i vojne operacije
- Anglo-Sovjetska invazija na Iran (1941).
- Dhofarska pobuna (1962-1975). Sudjelovanje 1500 iranskih trupa u pomoći omanskom sultanu protiv pobune.
- Opsada otoka Abu Musa te Velikih i Malih Tunba (1971).
- Iransko-irački rat (1980-1988).
- Operacija Praying Mantis (April 18, 1988). Američki odgovor na iransko miniranje Perzijskog zaljeva pri čemu je stradala američka fregata Samuel B. Roberts.
- Operacija Glavna šansa (1987-1989). Američka operacija zaustavljanja iranskog miniranja prolaza Hormuz u doba Iransko-iračkog rata.

## Zapovjednici
- Ajatolah Ali Hamenei (Vrhovni vođa i zapovjednik oružanih snaga)
- General Mostafa Mohammad-Najjar (Ministar obrane)
- General Hassan Firouzabadi (Zapovjednik glavnog stožera)
- Regularna vojska (Arteš)
  - General Ataollah Salehi (Vrhovni zapovjednik kopnene vojske)
  - General Abdolrahim Mousavi (Zapovjednik združenog stožera kopnene vojske)
  - General Mohammad-Hossein Dadress (Zapovjednik kopnene vojske)
  - General Ahmad Mighani (Zapovjednik ratnog zrakoplovstva)
  - Admiral Habibollah Sayyari (Zapovjednik ratne mornarice)
- Revolucionarna garda
  - General bojnik Mohammad Ali Jafari (Vrhovni zapovjednik garde)
  - Brigadni general Mohammad Hejazi (Vrhovni zapovjednik združenog stožera garde)
  - Brigadni general Mohammad-Reza Zahedi (Zapovjednik kopnene vojske)[6]
  - Brigadni general Hossein Salami (Zapovjednik ratnog zrakoplovstva)[6]
  - Rear Admiral Morteza Saffari (Zapovjednik ratne mornarice)[7]
  - Brigadni general Mohammad Hejazi (Zapovjednik paravojske Basij)[8]
  - Brigadni general Ismail Qaani (Zapovjednik Quds specijalnih snaga)[9]
- Iranska policija
  - Brigadni general Esmaeil Ahmadi-Moghaddam (Vrhovni zapovjednik policije)

## Obrambeni budžet
Iransko izdvajanje za obranu 2007. godine procjenjuje se na šest milijardi dolara prema Londonskom Međunarodnom institutu za strateške studije. Prema glavi stanovnika to iznosi 91 dolar što je manji postotak od ostalih zemalja Perzijskog zaljeva, izuzevši UAE.

## Vojna industrija
, Popis iranskog naoružanja
U doba posljednjeg iranskog šaha Muhameda Reze Pahlavija, iranska vojna industrija bila je ograničena na nabavu i proizvodnju stranog oružja. Američke tvrtke poput Bella, Littona i Northropa podigli su tvorničke podružnice u Iranu gdje su se sastavljale razne vrste helikoptera, zrakoplova, navođenih projektila, elektroničke opreme i tenkova.
Godine 1972. osnovana je Iranska elektronička inudstija (IEI). Tvrtka je osnovana s ciljem osposobljavanja linija za popravak uvezenih stranih oružja. Prvi uspjesi u samostalnoj vojnoj proizvodnji zabilježeni su 1979. kada su se reverznom tehnikom počele proizvoditi sovjetski RPG-7, BM21 i SAM-7.
Međutim, većina iranskog naoružanja prije Islamske revolucije bila je uvezena iz Sjedinjenih Država i Europe. Procjenjuje se da je između 1971. i 1975. šah potrošio preko osam milijardi dolara samo na kupnju američkog oružja. To je uzbunilo američki Kongres koji je donio zakon o kontroli izvoza vojne opreme. Ipak, Amerikanci su nastavili isporučivati Iranu velike količine oružja sve do 1979. godine i islamske revolucije.
Poslije Islamske revolucije, Iran se našao u izolacijskom i oskudnom stanju u pogledu vojne tehnologije. Zbog ekonomskih sankcija i embarga na oružje kojeg su uveli Amerikanci, Iran je bio prisiljen okrenuti se domaćoj vojnoj industriji te trgovini s malobrojnim zemljama koje su bile spremne poslovati s Iranom. Revolucionarna garda je postala odgovornom za stvaranje današnje iranske vojne industrije. Od njihova preuzimanja kontrole nad proizvodnjom, vojna industrija se značajno proširila i zbog velikog ulaganja u raketnu tehnologiju, Iran je ubrzo stvorio golemi arsenal balističkih raketa.
Od 1992. godine, Iran također proizvodi i vlastite tenkove (npr. Karrar), oklopne transportere, navođene projektile, podmornice i borbene zrakoplove.
Posljednjih godina iranska izvješća su otkrila razvoj mnogih soficticiranih oružja poput projektila i balističkih raketa Hut, Kovsar, Fatih-110, Šahab-3, Sajdžil, Ašura, Gadr-110, Fadžr-3, te mnogo drugih raketnih sustava i bespilotnih letjelica za koje je Izrael tvrdio kako ga špijuniraju. Godine 2006. Iran je koristeći bespilotne letjelice špijunirao američki nosač zrakoplova USS Ronald Reagan 25 minuta pri čemu nije otkriven radarima, nakon čega se sigurno vratio u iransku bazu.

## Balistički program
U studenom 2006. Iran je ispaljivanjem balističkih raketa počeo 10 dana vojnih vježbi. Iranska nacionala televizija izvijestila je kako su "testirani deseci raketa uključujući i balističke rakete Šahab-2 i Šahab-3, koje imaju domet od 300 do 1300 kilometara, a iranski stručnjaci testirali su i Šahab-3 s punjenjem od 1400 bombi". Iranske vojne vježbe bile su odgovor na američke u kojima su sa saveznicima vježbali u Hormuzu, strateški važnom tjesnacu za prolaz energenata iz Perzijskog zaljeva.
Vjeruje se kako Iran razvija i ICBM/IRBM raketni program poznat kao Gadr-110 dometa 3000 km, paralelno razvojem svemirskih raketa Safir kojom je početkom 2009. lansirao satelit Omid u orbitu.

## Oružja za masovno uništavanje
Izrael i neke zapadne države optužile su Iran da razvija nuklearno oružje. Međunarodna agencija za atomsku energiju (IAEA) u svojem je izvješću u veljači 2006. objavila kako nema dokaza za navedene optužbe. Istovremeno su i američke obavještajne službe objavile kako svi dostupni dokazi potvrđuju kako Iran ne razvija nuklearno oružje.
Iran je ratificirao Konvenciju o kemijskom oružju 1997. godine. Iranske trupe i civili pretrpjeli su desetke tisuća žrtava prilikom iračkih napada kemijskim oružjem u doba Iransko-iračkog rata. Kao rezultat, Iran oštro i otvoreno istupa protiv uporabe kemijskom oružja, spominjući svoja iskustva o iračkim kemijskim napadima na mnogim međunarodnim forumuma. Čak i danas, nakon više od 20 godina od završetka iransko-iračkog rata, oko 30,000 Iranaca se i dalje liječi zbog pretrpljenih kemijskih napada iz vremena rata. Veliki broj žrtava kemijskih napada razvio je učinkovite tretmane u iranskim bolnicama, posebno one u liječenju pacijenata napadnutih sumpornim plinom.
Iran je također ratificirao i konvenciju o biološkom oružju 1973. godine. Iran posjeduje naprednu biološku i genetičku tehnologiju kojom se proizvodne cijepiva svjetske klase i za domaće potrebe i za izvoz.

## Poveznice
- Iran u međunarodnim statistikama: Vojska